# О мерах наказания для немецко-фашистских злодеев
Указ Президиума Верховного Совета СССР № 39 от 19 апреля 1943 года «О мерах наказания для немецко-фашистских злодеев, виновных в убийствах и истязаниях советского гражданского населения и пленных красноармейцев, для шпионов, изменников родины из числа советских граждан и для их пособников» — нормативный правовой акт советского уголовного и уголовно-процессуального законодательства, которым устанавливалась ответственность для:
- «немецких, итальянских, румынских, венгерских, финских фашистских злодеев, уличённых в совершении убийств и истязаний гражданского населения и пленных красноармейцев, а также шпионов и изменников родины из числа советских граждан» (пункт 1) и
- «пособников из местного населения, уличённых в оказании содействия злодеям в совершении расправ и насилий над гражданским населением и пленными красноармейцами» (пункт 2).

При этом для первой категории обвиняемых устанавливалось наказание в виде смертной казни через повешение, а для второй категории — каторжные работы сроком от 15 до 20 лет.
Эти виды наказания (казнь через повешение и каторга) были уникальными для советской правовой системы: никогда больше — ни ранее, ни позднее — они официально не устанавливались и не применялись.
Приказом Наркома обороны СССР И. В. Сталина от 19 апреля 1943 года № 0283 с грифом «Без опубликования в печати» Указ был объявлен войскам с предписанием создать военно-полевые суды не позднее 10 мая 1943 года..
Принятие Указа от 19 апреля 1943 года не означало прекращение применения 58-й статьи за военные преступления. В послевоенный период военного преступника могли осудить как по указу от 19 апреля 1943 года, так и по 58-й статье.

## Судебная процедура

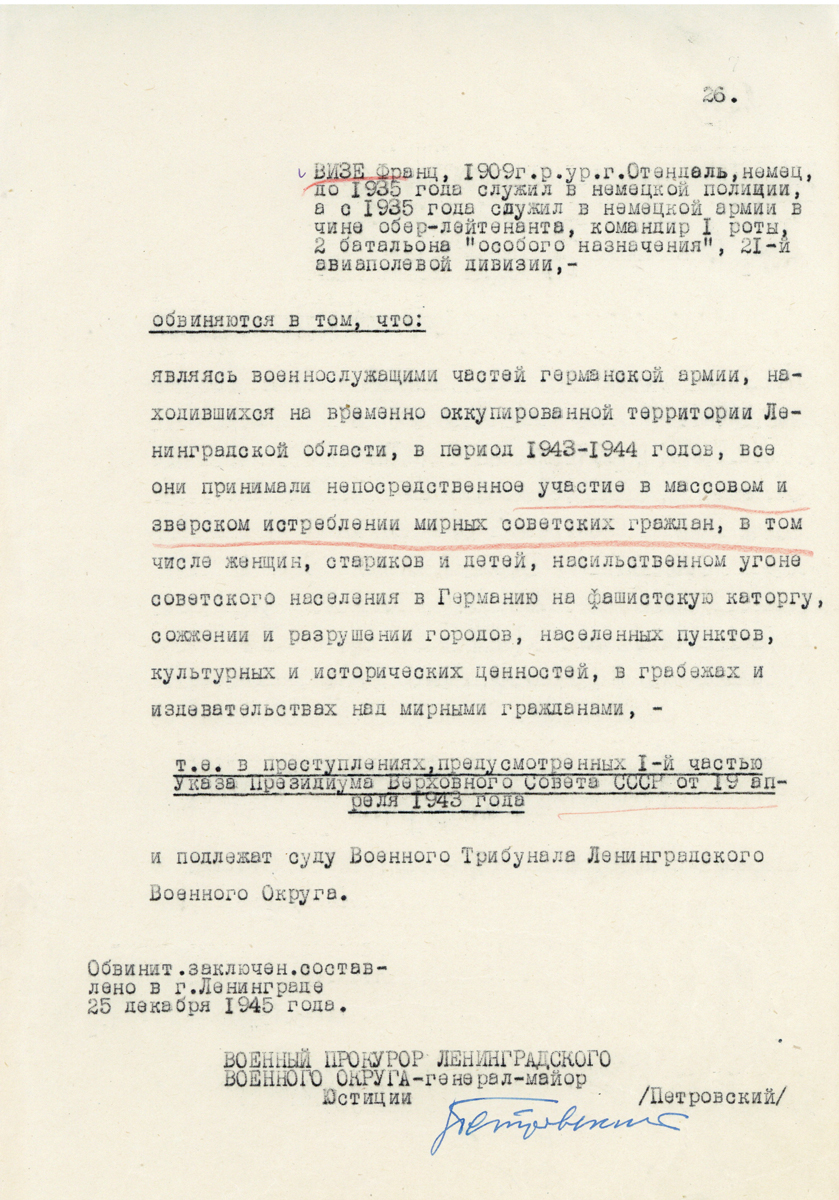
Обвинительное заключение в отношении подсудимых Ленинградского судебного процесса. Указана квалификация всех их действий по указу Президиума Верховного совета СССР от 19 апреля 1943 года

Указом предусматривалось, что дела в отношении лиц, обвиняемых в вышеназванных преступлениях, рассматриваются военно-полевыми судами, образуемыми при дивизиях действующей армии в составе: председателя военного трибунала дивизии (председатель суда), начальника особого отдела дивизии и заместителя командира дивизии по политической части (члены суда), с участием прокурора дивизии.
Приговоры военно-полевых судов утверждались командирами дивизий и приводились в исполнение немедленно.
2 сентября 1943 года был издан Указ Президиума Верховного Совета СССР, предусматривающий создание военно-полевых судов также при кавалерийских, танковых и механизированных корпусах.:624
Указами Президиума Верховного Совета СССР от 8 сентября 1943 года и 24 мая 1944 года право рассматривать дела о преступлениях, предусмотренных Указом «О мерах наказания…», было предоставлено непосредственно военным трибуналам (в этом случае смертная казнь через повешение должна была заменяться расстрелом, что на практике далеко не всегда соблюдалось).:619
5 декабря 1944 года по инициативе Л. П. Берии был издан Указ Президиума Верховного Совета СССР, которым права военно-полевого суда были предоставлены выездным сессиям Военной коллегии Верховного Суда СССР, рассматривавшим дела членов националистических организаций на территориях Западной Украины, Белоруссии и Прибалтики.:629-630
Указ не предусматривал возможности участия защитника в производстве военно-полевых судов, однако на практике защитники в подобные процессы иногда допускались. Так, с 15 по 18 декабря 1943 года в военном трибунале 4-го Украинского фронта проходил Харьковский судебный процесс над двумя военнослужащими германской армии, одним сотрудником гестапо и одним предателем из числа граждан СССР, обвиняемых в военных преступлениях и насилии над мирным населением. Несмотря на участие защиты в процессе, все четверо были приговорены к смертной казни через повешение.. Защитников — советских адвокатов — предоставляли обвиняемым по указу от 19 апреля 1943 года иностранным военнослужащим на всех последующих советских открытых судебных процессах над иностранными военнослужащими 1945—1949 годов.
После того как 26 мая 1947 года смертная казнь в СССР была отменена (на основании соответствующего Указа Президиума Верховного Совета СССР), максимальным наказанием по Указу стало заключение в исправительно-трудовые лагеря сроком на 25 лет. В частности, подсудимым военнослужащим Квантунской армии в ходе «Хабаровского процесса» в 1949 г., несмотря на предъявленные обвинения по пункту 1 указа были назначены судом различные сроки лишения свободы (от 2 до 25 лет); к смертной казни не был приговорён никто..
Указ от 19 апреля 1943 года не предусматривал обжалования приговора и в первое время приговор был окончателен. В частности, окончательным был приговор на Рижском судебном процессе. В дальнейшем осужденным по указу от 19 апреля 1943 года стали предоставлять право кассационного обжалования приговора. В частности, Эрвин Шюле, осужденный по указу от 19 апреля 1943 года к 25 годам, подал кассационную жалобу в Верховный суд СССР, по результатам рассмотрения которой в апреле 1950 года приговор был отменен, а Шюле (он не был реабилитирован) депортирован в ФРГ.

## Исполнение приговоров
В Указе особо подчёркивалось, что исполнение приговоров в отношении лиц, приговорённых к смертной казни, следует «производить публично, при народе, а тела повешенных оставлять на виселице в течение нескольких дней, чтобы все знали, как караются и какое возмездие постигнет всякого, кто совершает насилие и расправу над гражданским населением и кто предает свою Родину».
Что касается приговорённых к каторжным работам, то для их содержания на территории РСФСР и УССР было создано 11 лагерей особого режима в ведении МВД СССР. Для осуждённых устанавливались усиленный режим охраны и изоляции, особая одежда с нашитым личным номером, для них вводился десятичасовой рабочий день, при этом предписывалось использовать их преимущественно на наиболее тяжёлых работах; в течение первого года отбывания каторги осуждённые не имели права на переписку и не получали заработной платы.

## Вопрос обобратной силеУказа
Хотя в самом Указе ничего не говорилось о придании ему обратной силы, на практике этот вопрос решался положительно, то есть действие Указа распространялось и на деяния, совершённые до 19 апреля 1943 года. Эта практика была подтверждена указаниями начальника Главного управления военных трибуналов Наркомата юстиции СССР «О порядке рассмотрения дел в военно-полевых судах при дивизиях Действующей армии» от 18 мая 1943 г., согласно пункту 2 которого в отношении лиц, перечисленных в ст. 1 Указа, дела подлежали рассмотрению военно-полевыми судами независимо от времени совершения преступления.

## Вопрос огражданствелиц, привлекаемых к ответственности
Формально под действие Указа подпадали граждане следующих государств: СССР, Германии, Италии, Румынии, Венгрии и Финляндии. Однако правоприменительная практика органов военной юстиции СССР фактически распространила действие Указа и на граждан других государств: известны случаи привлечения к ответственности на основании Указа граждан Австрии, Бельгии, Дании, Польши, Японии, а также лиц без гражданства (атаманы Краснов П. Н., Семёнов Г. М., Шкуро А. Г. и т. д.).

## Статистика
Всего по Указу от 19 апреля 1943 года в СССР осудили в 1943—1952 годах не менее 81780 человек, из которых 24069 человек были иностранцами.

## Некоторые известные осуждённые
- Русские казаки-коллаборационисты: П. Н. Краснов, А. Г. Шкуро, С. Клыч-Гирей, Т. Н. Доманов — приговорены к смертной казни, повешены.
- Бывший генерал-лейтенант А. А. Власов, главнокомандующий Русской освободительной армией — приговорён к смертной казни, повешен.
- Группенфюрер СС Г. фон Паннвиц — приговорён к смертной казни, повешен.
- Бригаденфюрер СС В. Монке — приговорён к 25 годам лишения свободы, в 1955 году репатриирован в ФРГ.
- Атаман Г. М. Семёнов — приговорён к смертной казни, повешен.

## Дальнейшая судьба осуждённых
В 1955—1956 годах подавляющее большинство осужденных (как советских граждан, так и иностранцев) были амнистированы и освобождены. Иностранцы были репатриированы на родину, причем репатриации подлежали даже неамнистированные (их передавали для отбытия наказания). Большинство репатриированных осужденных иностранцев вернулись к обычной жизни, причем (кроме Венгрии и ГДР) неамнистированные не были помещены в места лишения свободы. В 1990-е годы многие осужденные иностранцы были реабилитированы во внесудебном порядка органами прокуратуры Российской Федерации. Большинство осужденных советских граждан было амнистировано и освобождено к марту 1956 года.

### Судьба советских граждан
Осуждённые по Указу к каторжным работам граждане СССР были аминистированы на основании Указа Президиума Верховного Совета СССР от 17 сентября 1955 года «Об амнистии советских граждан, сотрудничавших с оккупантами в период Великой Отечественной войны 1941—1945 гг.». Указ предусматривал освобождение от наказания следующих категорий советских граждан:
- Осужденные за пособничество врагу на срок до 10 лет включительно. При этом дела таких лиц, которые находились в производстве, подлежали прекращению.
- Лицам, осужденным на срок свыше 10 лет, срок наказания сокращался наполовину.

Согласно пункту 4 Указа от 17.09.1955 года, амнистия не распространялась на заключённых из числа карателей, осуждённых за убийства и истязания советских граждан. Полный текст указа был опубликован в «Известиях».
К марту 1956 года итоги применения указа от 17 сентября 1955 года были следующими:
- Освобождены от наказания 51563 человека, осужденных (за пособничество врагу, службу в немецкой армии, полиции и специальных немецких формированиях) на срок до 10 лет исправительно-трудовых лагерей;
- Освобождены от наказания 8047 лиц, которым срок наказания был сокращен наполовину.
- 13535 заключенных оставлены в местах лишения свободы, но срок наказания им сократили наполовину;
- На 7884 осужденных за шпионаж, террор и диверсии амнистия не была распространена.

Таким образом, по указу от 17 сентября 1955 года в течение полугода были освобождены 59160 человек, а в местах лишения свободы оставлены менее 22 тысяч человек. Однако вскоре их начали освобождать по разным основаниям. Освобождали передовиков производства — за хорошую работу.
Приказ МВД СССР от 31 октября 1955 года «О поощрении передовиков производства из числа заключенных горняков комбината „Воркутуголь“» предусматривал сокращение срока наказания передовикам. Аналогичные приказы распространили эту практику на другие предприятия ГУЛАГа.
За амнистией прошел массовый пересмотр дел, сопровождавшийся реабилитацией части осужденных. 24 марта 1956 года вышел указ Президиума Верховного совета СССР «О рассмотрении дел на лиц, отбывающих наказание за политические, должностные и хозяйственные преступления». Этот указ предусматривал создание в местах лишения свободы комиссий для проверки обоснованности осуждения лиц данной категории и решения вопроса о целесообразности содержания в лагерях тех осужденных, которые совершили вмененные им преступления, но не представляли уже «государственной и общественной опасности». В лагеря МВД было направлено 200 таких комиссий, которые решения об освобождении принимали на местах и имели право сокращать сроки осужденным и освобождать осужденных под поручительство родственников. В частности 6 сентября 1956 года комиссия Президиума Верховного совета СССР сократила до 14 лет срок наказания участнику расправы над членами «Молодой гвардии» бывшему полицейскому Дмитрию Бауткину (при этом была учтена его положительная характеристика от администрации Воркутинского исправительно-трудового лагеря, тот факт, что отсидел около 10 лет и отработал 623 дня).
Комиссии также принимали решения об освобождении престарелых, инвалидов и тяжелобольных. МВД СССР предусмотрело меры по переезду, трудоустройству и получению жилья представителями этой категории.
Известно, что к 19 сентября 1956 года по решению комиссий Президиума Верховного совета СССР из мест лишения свободы отпустили 107979 человек. Определить сколько среди них было военных преступников невозможно, так как с 1954 года военные преступники не регистрировались как самостоятельная учётная категория. Однако историк Д. Асташкин и юрист А. Епифанов предположили в 2020 году, что военные преступники составили значительную часть освобожденных.
В 1956 году прошел массовый пересмотр дел бывших военнопленных, которые составляли заметную часть осужденных по указу 1943 года. По инициативе Георгия Жукова, министра юстиции Константина Горшенина и генерального прокурора Романа Руденко вышло совместное постановление ЦК КПСС и Совета министров СССР от 29 июня 1956 года «Об устранении последствий грубых нарушений законности в отношении бывших военнопленных и членов их семей». После этого началось внесение прокурорских протестов на приговоры советским военнопленным. По итогам рассмотрения внесенных во втором полугодии 1956 года протестов военной прокуратуры суды прекратили дела с полной реабилитацией в отношении 253 осужденных, а ещё 13 осужденным приговоры изменили с переквалификацией. Например, 11 декабря 1956 года пленум Верховного суда СССР прекратил уголовное дело в отношении бывшего военнопленного П. Охотина — за отсутствием состава преступления. При пересмотре дела выяснилось, что Охотин, исполнявший в немецком лагере обязанности повара, стал жертвой оговора в избиении военнопленных, нарушавших порядок на кухне (из-за этого оговора он был 16 июля 1948 года приговорен трибуналом Ленинградского военного округа к 25 годам исправительно-трудовых лагерей). 20 сентября 1956 года постановление Президиума Верховного совета СССР распространило указ об амнистии от 17 сентября 1955 года на бывших советских военнослужащих, осужденных за пособничество врагу. Бывшим военнопленным мера наказания была снижена до фактически отбытой и они подлежали освобождению. Дела умерших (расстрелянных) бывших военнопленных не проверялись.
Амнистированные не подвергались уголовному преследованию — кроме случаев, когда после применения амнистии не выяснялось, что они также причастны к деяниям, под амнистию не подпадавшим. В этом случае амнистированного могли судить за эти ранее неизвестные следствию деяния. Так, Василий Мелешко и Григорий Васюра были осуждены на 25 лет каждый, а потом амнистированы по указу от 17 сентября 1955 года. Однако затем стало известно, что Васюра и Мелешко были участниками Хатынских событий, после чего оба карателя были осуждены и расстреляны в 1975 и 1987 годах соответственно. Егор Тимофеев (он же Е. Т. Михайлов и Н. М. Васильев) был осужден 28 июня 1946 года на основе собственных признательных показаний к 20 годам каторги за сожжение крестьянских домов, угон советских граждан в Германию и жестокое обращение с советскими военнопленными. 5 сентября 1955 года Егор Тимофеев подал жалобу генеральному прокурору СССР с просьбой об отмене приговора в связи с необъективностью следствия. Приговор был отменен и дело было прекращено. Михайлов был освобожден и жил нормальной жизнью. Однако затем был собраны доказательства причастности Тимофеева к расстрелу в декабре 1942 года 253-х деревенских жителей на льду реки Полисть. После этого суд в Новгороде в 1978 году приговорил Михайлова к расстрелу. Обер-лейтенанта Павла Алексашкина (служил с Тимофеевым в ост-батальоне «Шелонь») освободили по амнистии в 1956 году. В ходе рассмотрения дела Тимофеева стали известны преступления Алексашкина и было возбуждено в отношении Алексашкина уголовное дело. В октябре 1978 года военная прокуратура Ленинградского военного округа уголовное дело в отношении Алексашкина (которому уже предъявили обвинение) прекратила, сославшись на амнистию 1955 года и на то, что Алексашкин «вследствие изменения обстановки перестал быть общественно опасным лицом».

### Судьба иностранных граждан
На 1 июля 1953 года в СССР было 19118 иностранцев, осужденных за воинские преступления: 17528 военнопленных и 1590 интернированных.
Осуждённые из числа иностранцев освобождались по мере репатриации их на родину согласно международным обязательствам СССР. В частности, репатриация немецких военнопленных (в том числе осуждённых за военные преступления на основании Указа) продолжалась вплоть до 1955 года, когда был принят Указ Президиума Верховного Совета СССР от 28 сентября 1955 года «О досрочном освобождении германских граждан, осуждённых судебными органами СССР за совершенные ими преступления против народов Советского Союза в период войны»..
25 января 1955 года было прекращено состояние войны между СССР и Германией. ФРГ увязывала установление дипломатических отношений с СССР с пересмотром дел своих граждан, осужденных за военные преступления. 31 марта 1955 года в Москве и на местах начала работу правительственная комиссия, состоявшая из представителей органов государственной безопасности, юстиции и внутренних дел и возглавлявшаяся военными прокурорами. В общей сложности комиссия рассмотрела дела граждан 28 стран, осужденных за военные преступления. На основе заключений комиссии были изданы впоследствии 37 указов Президиума Верховного совета СССР об освобождении иностранных военнопленных от наказания и их возвращении на родину.
14 июля 1955 года Никита Хрущёв сообщил властям ФРГ и ГДР, что после заключения договора с ФРГ СССР освободит от дальнейшего отбывания наказания и репатриирует в ГДР или ФРГ (в зависимости от места жительства осужденного) 5614 немецких граждан:
- 3708 военнопленных;
- 1906 гражданских лиц;
- 180 генералов гитлеровской армии.

28 сентября 1955 года в ФРГ и ГДР были репатриированы 8877 военнопленных и интернированных (в том числе 749 немцев были переданы для дальнейшего отбытия наказания). В ФРГ вернувшиеся нацисты часто говорили, что были оклеветаны и признались в преступлениях под пытками. Власти им верили и позволили большинству осужденных вернуться к гражданским профессиям, а некоторые вновь вошли в элиту своих стран.
В Австрии освобожденные преступники были встречены как жертвы коммунизма. Австрийские официальные лица открыто подчеркивали, что прибывшие осуждены несправедливо. Это проявилось при встрече второго эшелона с репатриированными австрийцами, прибывшего в Вену из Свердловской области. Второй эшелон с освобожденными австрийцами отбыл в Австрию в июне 1955 года. В Австрии представители Международного Красного Креста встретили их цветами и подарками. В Вене эшелон встречали несколько тысяч человек, в том числе бургомистр города. Министр внутренних дел Австрии обратился к репатриантам с речью:

…нам больших трудов стоило возвратить вас на Родину. Вы были осуждены советским судом незаконно, поэтому мы не считаем вас преступниками и окажем необходимое содействие в устройстве вашей жизни и благополучия
Содействие было оказано. Сразу по прибытии каждому репатрианту поднесли подарки, выдали по 3 тысячи австрийских шиллингов и на автомобилях развезли по домам.
В ГДР и Венгрии некоторые из переданных советской стороной осужденных военнопленных были заключены в местные тюрьмы.

## Применение иных уголовных норм за военные преступления
Указ от 19 апреля 1943 года дополнил существующие нормы советского уголовного права, карающие за военные преступления. Советских коллаборационистов, совершивших военные преступления, после принятия указа от 19 апреля 1943 года продолжали судить в том числе по 58-й статье. Дела коллаборационистов рассматривали военные коллегии Верховных судов союзных республик СССР. Их решения направлялись на утверждение в комиссию по судебным делам Политбюро ЦК ВКП(б). При этом в обвинении могли указываться эпизоды военных преступлений, совершенные за пределами СССР. Так, советский военнопленный Акрам Курбанов из Коканда был осужден по статье 58-16 Уголовного кодекса РСФСР к расстрелу. В вину Курбанову вменялось в том числе то, что, служа в Туркестанском легионе, он участвовал в карательных экспедициях за пределами СССР:
- В мае 1943 года в Сиглово в Польше были расстреляны 5 местных жителей, сожжены несколько домов и разграблено имущество;
- В мае 1944 года в карательной экспедиции в селе Анна-Грамматикул в Греции были арестованы и отправлены в гестапо «до 40 мирных греков», дома сожжены, имущество разграблено. «Тогда же каратели изнасиловали несколько гречанок, одну из которых изнасиловал Курбанов».
- В феврале 1945 года в карательной экспедиции в деревне Василики (Греция).